# Dasychira obliquata
Dasychira obliquata är en fjärilsart som beskrevs av Augustus Radcliffe Grote och Robinson 1866. Dasychira obliquata ingår i släktet Dasychira och familjen tofsspinnare. Inga underarter finns listade i Catalogue of Life.